# Francesco Regli
Francesco Regli (Milano, 1802 – Torino, 10 marzo 1866) è stato uno scrittore e giornalista italiano, scrisse per l'editoria e per il teatro, sperimentò ogni forma letteraria, ma oggi è conosciuto principalmente per il suo "Dizionario biografico dei più famosi artisti, musicisti, cantanti, ballerini ecc." nonché per le cronache culturali e teatrali pubblicate sui periodici da lui fondati.

## Biografia
Nacque a Milano da Gaetano, piccolo possidente e poi ufficiale giudiziario presso la locale Corte di cassazione e da Angiola Vismara; la famiglia probabilmente era originaria della zona di Andermatt, in Svizzera, ai piedi del San Gottardo.

Studiò nel convitto-ginnasio Calchi-Taeggi; nel 1818 le lezioni di eloquenza e lingua greca antica di Giovanni Zuccalà suscitarono in lui un profondo interesse per la letteratura e il teatro.
 Nel novembre 1823 si iscrisse alla facoltà di giurisprudenza dell’Università di Pavia, dove poté studiare ancora con Giovanni Zuccala senza tuttavia terminare i corsi o laurearsi. Durante questi anni, «assai povero», sposò Marietta Cornienti che aveva un negozietto di minuterie di poco conto e confezionava cuffiette per donna, la quale provvide al suo mantenimento; dalla loro unione nacque intorno al 1832 il figlio Giovanni.
 Sentendo di possedere una vocazione comunque letteraria, Regli iniziò le sue prime prove nel 1824 tentando vari generi; dapprima si diede romanzo al romanzo sentimentale; si indirizzò poi verso la letteratura drammatica e infine si rivolse al teatro con una commedia, "Il tradimento virtuoso", del 1824 che fu rappresentata al "Teatro Civico" di Pavia dalla compagnia Mascherpa raccogliendo un inaspettato successo; fu poi la volta del dramma borghese e del dramma storico. Per questi lavori prese come modelli di riferimento vari autori tra cui Carlo Goldoni, Pietro Chiari, Camillo Federici, Alberto Nota, Giovanni Giraud, Francesco Augusto Bon, ma tenendo d'occhio anche la produzione librettistica dell'epoca, in particolare quella dell'amico Felice Romani.
 Nel gennaio del 1829 fondò il settimanale "La Minerva ticinese"  poi, volendo inserirsi in una realtà culturale più ampia, nel gennaio 1831 trasferì il periodico a Milano, ribattezzandolo "La Minerva" ma non ottenne il successo sperato e tre mesi dopo ne cessò la pubblicazione. Nel maggio 1833 iniziò a collaborare come critico teatrale e musicale con la gazzetta musicale “Il barbiere di Siviglia”, e, nel 1834, con il “Corriere delle Dame”, durante il breve periodo della direzione di Felice Romani, dal gennaio al luglio di quell'anno.
Nell’aprile 1835 abbandonò "Il barbiere di Siviglia" e fondò il bisettimanale "Il Pirata" - «Giornale di letteratura, belle arti, mestieri, mode, teatri e varietà», il cui primo numero uscì il 3 luglio di quell'anno. Una esperienza questa che partì nel segno di una avventura culturale ad ampio raggio, nella quale il Regli diede sicura prova di indipendenza intellettuale e di singolare eclettismo. Vennero pubblicati infatti articoli sulle diverse espressioni dell’arte, con particolare riguardo a quelli di carattere musicale, ma anche di approfondimento scientifico, di moda, nonché recensioni letterarie, poesie, racconti, giochi enigmistici, nonché molti scritti polemici e di opinione, per lo più affidati agli editoriali del letterato e patriota Antonio Caccianiga che fu il principale collaboratore di Regli nella redazione del periodico. Dal 1837 al 1848 “Il Pirata” venne affiancato dal supplemento annuale “Strenna teatrale europea”. Le due pubblicazioni ebbero collaboratori illustri tra i quali si ricordano Francesco Augusto Bon, Bernardo Bellini, Andrea Maffei, Felice Romani, Temistocle Solera.
 Nel 1837 fu eletto socio onorario dell’ateneo di Bergamo; nell’agosto vi pronunciò il primo discorso, l’elogio del professore Giovanni Zuccalà, l'ammirato insegnante dei suoi anni di università. Nell’agosto del 1848, durante i disordini successivi alle Cinque giornate di Milano, si trasferì a Torino insieme a Elisa Carnio, cantante veneziana, con la quale dal 1844 intratteneva una relazione extra-coniugale, di conseguenza trasferì nella capitale piemontese anche la redazione de "Il Pirata", riprendendo le pubblicazioni interrotte durante il periodo insurrezionale.

Nel 1860 pubblicò il noto "Dizionario biografico dei più celebri poeti ed artisti melodrammatici, tragici e comici, maestri, concertisti, coreografi, mimi, ballerini, scenografi, giornalisti, impresari, ecc. ecc. che fiorirono in Italia dal 1800 al 1860" una serie di vividi ritratti ricchi di notizie non privi di giudizi critici di "...fulminante sottigliezza...", che è ancora considerato una miniera di personaggi, date e notizie per gli studiosi.
 Negli anni successivi la sua salute andò sensibilmente peggiorando ma, sebbene in condizioni ormai precarie, non smise la propria attività, bensì scrisse alcuni lavori di minore impegno: il testo del "Inno in onore di Vittorio Emanuele II" nel 1861, musicato da Luigi Arditi, l’"Elogio a Gioachino Rossini" del 1864 e infine, nel 1865, l’"Elogio al commendatore Felice Romani" in omaggio e memoria del caro amico e collaboratore deceduto il precedente 28 gennaio. Fu la sua ultima pubblicazione; morì per un colpo apoplettico nella notte del 10 marzo 1866. "Il Pirata" continuò ad essere pubblicato fino al 1891.

### Annotazioni
1. ↑  Il cognome andrebbe pronunciato alla tedesca, con nesso grafico "gl" biconsonantico.
2. ↑  « [...] era "crestaia" e mercantuccia in oggetti minuti, che aveva una povera bottega...».
3. ↑   Queste pubblicazioni sono tuttora di grande interesse per i musicologi e gli storici del melodramma in quanto le date dei suoi numeri, coprendo il decennio 1838-1848, coincidono con quelle delle maggiori realizzazioni di Gaetano Donizetti e Saverio Mercadante nonché delle prime produzioni del giovane Giuseppe Verdi.

### Fonti
1. 1 2 3 4 5 6 7 8 9 10   Luca Rossetto Casel, Francesco Regli, in Dizionario biografico degli italiani, vol. 86, Roma, Istituto dell'Enciclopedia Italiana, 2016. URL consultato il 18 marzo 2024.
2. ↑   Settimanale "La Minerva", su Emeroteca digitale italiana. URL consultato il 22marzo 2024.
3. ↑   gazzetta Il Barbiere di Siviglia, su Emeroteca digitale italiana. URL consultato il 22marzo 2024.
4. ↑   Il corriere delle dame, su Emeroteca digitale italiana. URL consultato il 22marzo 2024.
5. ↑   Bisettimanale "Il Pirata", su Emeroteca digitale italiana. URL consultato il 23 marzo 2024.
6. ↑   "Strenna teatrale europea", su Emeroteca digitale italiana. URL consultato il 23 marzo 2024.
7. ↑   Dizionario dei più celebri, su Google books. URL consultato il 23 marzo 2024.